# Brian Simpson
Brian Simpson est un député européen britannique né le 6 février 1953 à Leigh. Il est membre du Parti travailliste.

## Biographie
Il est élu député européen pour la première fois lors des élections européennes de 1989 et est réélu lors des scrutins de 1994 et de 1999. Lors des élections européennes de 2004, le score obtenu par les travaillistes ne lui permet pas de retrouver le parlement européen ; il revient cependant y siéger le 28 août 2006 après la démission de Terry Wynn.
Il est réélu lors des élections européennes de 2009 dans la circonscription de l'Angleterre du Nord-Ouest.
Pendant les législatures passées, il est président de la délégation pour les relations avec la Suisse, l'Islande et la Norvège de 1994 à 1999 avant d'en être vice-président de 1999 à 2002. Il est également vice-président de la délégation pour les relations avec les Républiques de l'ex-Yougoslavie de 1992 à 1994.
Au cours de la 7e législature, il siège au sein de l'Alliance progressiste des socialistes et démocrates au Parlement européen. Il est président de la commission du transport et du tourisme et est donc membre de la conférence des présidents des commissions.